# Первопесьяновське сільське поселення
Первопесья́новське сільське поселення (рос. Первопесьяновское сельское поселение) — муніципальне утворення у складі Ішимського району Тюменської області, Росія.
Адміністративний центр — селище Заозерний.

## Історія
До 2004 року центром сільради було село Первопесьяново.

## Населення
Населення — 845 осіб (2020; 895 у 2018, 957 у 2010, 1322 у 2002).

## Склад
До складу поселення входять такі населені пункти:
| Населений пункт        | Населення, осіб (2002) | Населення, осіб (2010) |
| ---------------------- | ---------------------- | ---------------------- |
| Бурлаки, присілок      | 154                    | 0                      |
| Єкатериновка, присілок | 119                    | 101                    |
| Заозерний, селище      | 630                    | 526                    |
| Красива, присілок      | 8                      | 5                      |
| Первопесьяново, село   | 319                    | 267                    |
| Річка, присілок        | 92                     | 58                     |